# Mary Haas
Mary Rosamund Haas (* 12. Januar 1910 in Richmond, Indiana; † 17. Mai 1996 im Alameda County, Kalifornien) war eine US-amerikanische Sprachwissenschaftlerin, die sich besonders mit den indigenen Sprachen Nordamerikas beschäftigte.
Haas war Schülerin von Edward Sapir in Yale und verfolgte deswegen wie er in ihrer sprachwissenschaftlichen Arbeit einen anthropologischen Ansatz, der den kulturellen Hintergrund der jeweiligen Sprachgemeinschaften berücksichtigte und miteinbezog. Sie führte Feldforschung über die Sprachen Tunica, Natchez und Creek (Muskogee) durch. Im Rahmen des Zweiten Weltkriegs verpflichtete die Regierung der USA wegen ihres militärischen Engagements in Asien führende Sprachwissenschaftler, sich mit asiatischen Sprachen zu beschäftigen, damit sie Lehrbücher und Wörterbücher über diese Sprachen produzieren konnten, die bis zu diesem Zeitpunkt im angloamerikanischen Raum nicht existierten. Haas wurde dabei das Thai zugewiesen.
Haas war etwa ab dieser Zeit an der University of California, Berkeley tätig. 1974 wurde sie in die American Academy of Arts and Sciences gewählt, 1978 in die National Academy of Sciences.

## Werke (Auswahl)
- 1950: Tunica texts. In: University of California Publications in Linguistics, 6. Los Angeles: University of California Press.
- 1964: Thai-English Student's Dictionary. Stanford: Stanford University Press.
- 1969: The Prehistory of Languages. Paris: Mouton.